# Grand Prix de Wallonie 1977
La 18e édition du Grand Prix de Wallonie a eu lieu le 29 mars 1977. Elle a été remportée par le Belge Walter Planckaert.

## Classement final
Walter Planckaert remporte la course en parcourant les 217 kilomètres en 5 h 52 à la vitesse moyenne de 36,988 km/h.
| Classement final, | Classement final,      | Classement final, | Classement final,     | Classement final, |
|                   | Coureur                | Pays              | Équipe                | Temps             |
| ----------------- | ---------------------- | ----------------- | --------------------- | ----------------- |
| 1er               | Walter Planckaert      | Belgique          | Maes Pils-Mini Flat   | en 5 h 52 min 0 s |
| 2e                | Marc Demeyer           | Belgique          | Flandria-Velda-Latina |                   |
| 3e                | Willem Peeters         | Belgique          | Ijsboerke-Colnago     | + 2 min 0 s       |
| 4e                | Michel Pollentier      | Belgique          | Flandria-Velda-Latina |                   |
| 5e                | Jean-Luc Vandenbroucke | Belgique          | Peugeot-Esso-Michelin |                   |
| 6e                | Eric Jacques           | Belgique          | Maes Pils-Mini Flat   |                   |
| 7e                | Willy Teirlinck        | Belgique          | Gitane-Campagnolo     |                   |
| 8e                | Freddy Maertens        | Belgique          | Flandria-Velda-Latina |                   |
| 9e                | Frans Verbeeck         | Belgique          | Ijsboerke-Colnago     |                   |
| 10e               | Bert Pronk             | Pays-Bas          | TI-Raleigh            |                   |
| modifier          |                        |                   |                       |                   |